# Ristjärnen (Gåxsjö socken, Jämtland)
Ristjärnen är en sjö i Strömsunds kommun i Jämtland och ingår i Indalsälvens huvudavrinningsområde. Sjön har en area på 0,0493 kvadratkilometer och ligger 332,9 meter över havet. Sjön avvattnas av vattendraget Kroktjärnbäcken.

## Delavrinningsområde
Ristjärnen ingår i det delavrinningsområde (707369-146096) som SMHI kallar för Mynnar i Ammersån. Medelhöjden är 336 meter över havet och ytan är 8,17 kvadratkilometer. Det finns inga avrinningsområden uppströms utan avrinningsområdet är högsta punkten. Kroktjärnbäcken som avvattnar avrinningsområdet har biflödesordning 3, vilket innebär att vattnet flödar genom totalt 3 vattendrag innan det når havet efter 232 kilometer. Avrinningsområdet består mestadels av skog (59 procent) och sankmarker (40 procent). Avrinningsområdet har 0,1 kvadratkilometer vattenytor vilket ger det en sjöprocent på 1,2 procent.